# Набоков Борис Павлович
Борис Павлович Набоков (рос. Борис Павлович Набоков; нар. 1912, Барнаул, Російська імперія — пом. 16 січня 1975, Москва, СРСР) — радянський футболіст та тренер, виступав на позиції воротаря.

## Кар'єра гравця
У 1929 році розпочав кар'єру гравця у «Клубі будівельників». У 1931 році став гравцем клубу «Серп і Молот» (Москва). У 1934—1935 роках проходив військову службу на флоті, під час якої виступав у команді Тихоокеанського флоту. У 1936 році повернувся до «Серпу» й «Молоту», який у 1937 році був реорганізований у «Металург». У 1941 році захищав кольори одеського «Спартака». Під час Радянсько-німецької війни брав участь у воєнних діях. По завершенні війни став гравцем КБФ (Ленінград). У 1945 році отримав запрошення від ленінградського «Авангарда». У 1946 році перейшов до головного клубу моряків ВМС (Москва), в складі якого 1947 року й завершив кар'єру гравця.

## Тренерська діяльність
Ще будучи гравцем розпочав тренерську діяльність. У 1947 році керував ВМС (Москва), а потім до 1950 року допомагав тренувати команду. З 1956 по 1962 році працював тренером у Раді футбольного комітету СРСР. У 1963 році призначений на посаду головного тренера молодіжної збірної СРСР U-20. У 1964 році прийняв запрошення від ташкентського «Пахтакора», якою керував до листопада 1964 року. У 1965—1968 роках знову працював тренером Ради футбольного комітету СРСР. У 1969 році допомагав тренувати олімпійську збірну СРСР, а в травні 1972 році в 1-у поєдинку був її головним тренером. З 1969 по 1973 роки також працював селекціонером молодіжної збірної СРСР.
16 січня 1975 року помер у Москві у віці 63-х років.

## Досягнення

### Як гравця
«Серп і Молот»/«Металург» (Москва)
- Перша ліга чемпіонату СРСР
  -  Бронзовий призер (1): 1938

- Група «Б» чемпіонату СРСР
  -  Чемпіон (1): 1936 (осінь)

### Як тренера
«Пахтакор» (Ташкент)
- Друга Класу «А» чемпіонату СРСР
  -  Бронзовий призер (1): 1964

### Відзнаки
- Майстер спорту СРСР
- бойові ордени й медалі